# Elisabeth Hilmo
Elisabeth Hilmo Meyer, född den 29 november 1976 i Trondheim, Norge, är en norsk före detta handbollsspelare, mittsexa.

## Karriär

### Klubblagsspel
Linjespelaren hade särskilt sin styrka i försvarsspelet. Hilmo spelade för Selbu IL till dess att laget blev nedflyttade från elitserien 2001. Säsongen 2001–2002 var hon utlånad till Byåsen IL, men då Selbu kom tillbaka till elitserien  2002, blev det två nya år i Selbudräkten . Efter att Selbu åter blev nedflyttade 2004 valde hon att spela för Larvik HK 2004-2007. Med Larvik blev hon seriemästare 2005, 2006 och 2007. Hilmo avslutade karriären då hon blev gravid 2007.Hon gjorde dock några matcher även 2008 för Larvik.

### Landslagsspel
Hilmo spelade sin första landskamp 1 juni 1998 och mästerskapsdebuterade med att bli Europamästare då Norge vann med 24-16 över Danmark i EM-finalen 1998. Året efter blev hon världsmästare då Norge slog Frankrike med 25-24 i VM-finalen i Lillehammer efter förlängning. Hon tog OS-brons i damernas turnering i samband med de olympiska handbollstävlingarna 2000 i Sydney men fick finna sig i att se den jämna bronskampen mot Sydkorea från läktarplats. Från VM 2001 i Italien och EM 2002 i Danmark reste hon hem med silvermedaljer, efter finalförlust mot Ryssland 2001 och värdlandet Danmark 2002. Två år efter EM förlusten mot Danmark möttes samma landslag i en ny EM-final i Budapest, men då blev Hilmo och Norge Europamästare efter att ha vunnit med två mål. Ett för Norge svagt VM i Moskva hösten 2005 blev Hilmos avsked från mästerskapshandbollen även om hon spelade några få landskamper 2006. Hon blev petad inför EM 2006 av Marit Breivik, den norska förbundskaptenen. Hon spelade 180 landskamper och gjorde 282 mål i dessa. Sista landskampen spelade hon 5 november 2006 mot Frankrike, där Norge vann med 26-22.

### Privatliv
Hilmo gifte sig 2011 med sin sambo sedan 16 år Christian Meyer, en norsk skidhoppare. De har två gemensamma barn.